# Sapyga
Genre
Sapyga est un genre d'insectes hyménoptères de la famille des Sapygidae. 

## Liste des espèces
Selon BioLib (7 juin 2023) :
- Sapyga morawitzi Turner, 1911
- Sapyga multinotata Pic, 1920
- Sapyga octoguttata Dufour, 1849
- Sapyga quinquepunctata (Fabricius, 1781)
- Sapyga similis (Fabricius, 1793)

## Systématique
Le nom valide complet (avec auteur) de ce taxon est Sapyga Latreille, 1796.